# 500 kilomètres de Zhuhai FIA GT 2004
Navigation
Édition précédente
Les 500 kilomètres de Zhuhai 2004 FIA GT, disputées le 14 novembre 2004 sur le circuit international de Zhuhai, sont la onzième et dernière manche du championnat FIA GT 2004.

## Course

### Classement de la course
Classement à l'issue de la course (vainqueurs de catégorie en gras), :
| Pos.   | Catégorie | N° | Écurie                                       | Pilotes                                                | Châssis                     | Pneus | Tours |
| Pos.   | Catégorie | N° | Écurie                                       | Pilotes                                                | Moteur                      | Pneus | Tours |
| ------ | --------- | -- | -------------------------------------------- | ------------------------------------------------------ | --------------------------- | ----- | ----- |
| 1      | GT        | 33 | AF Corse                                     | Andrea Bertolini Mika Salo                             | Maserati MC12 GT1           | P     | 113   |
| 1      | GT        | 33 | AF Corse                                     | Andrea Bertolini Mika Salo                             | Maserati 6.0L V12           | P     | 113   |
| 2      | GT        | 34 | AF Corse                                     | Fabrizio de Simone Johnny Herbert                      | Maserati MC12 GT1           | P     | 113   |
| 2      | GT        | 34 | AF Corse                                     | Fabrizio de Simone Johnny Herbert                      | Maserati 6.0L V12           | P     | 113   |
| 3      | GT        | 1  | BMS Scuderia Italia                          | Matteo Bobbi Gabriele Gardel                           | Ferrari 550 GTS Maranello   | M     | 113   |
| 3      | GT        | 1  | BMS Scuderia Italia                          | Matteo Bobbi Gabriele Gardel                           | Ferrari 5.9L V12            | M     | 113   |
| 4      | GT        | 3  | Care Racing Developments BMS Scuderia Italia | Christophe Bouchut Enzo Calderari Lilian Bryner        | Ferrari 550 GTS Maranello   | M     | 112   |
| 4      | GT        | 3  | Care Racing Developments BMS Scuderia Italia | Christophe Bouchut Enzo Calderari Lilian Bryner        | Ferrari 5.9L V12            | M     | 112   |
| 5      | GT        | 17 | JMB Racing                                   | Karl Wendlinger Tarso Marques Iradj Alexander          | Ferrari 575 GTC             | M     | 112   |
| 5      | GT        | 17 | JMB Racing                                   | Karl Wendlinger Tarso Marques Iradj Alexander          | Ferrari 6.0L V12            | M     | 112   |
| 6      | GT        | 13 | G.P.C. Giesse Squadra Corse                  | Emanuele Naspetti Philipp Peter                        | Ferrari 575 GTC             | P     | 111   |
| 6      | GT        | 13 | G.P.C. Giesse Squadra Corse                  | Emanuele Naspetti Philipp Peter                        | Ferrari 6.0L V12            | P     | 111   |
| 7      | GT        | 8  | Ray Mallock Ltd.                             | Chris Goodwin Michael Mallock                          | Saleen S7-R                 | D     | 111   |
| 7      | GT        | 8  | Ray Mallock Ltd.                             | Chris Goodwin Michael Mallock                          | Ford 7.0L V8                | D     | 111   |
| 8      | GT        | 11 | G.P.C. Giesse Squadra Corse                  | Gianni Morbidelli Fabio Babini                         | Ferrari 575 GTC             | P     | 110   |
| 8      | GT        | 11 | G.P.C. Giesse Squadra Corse                  | Gianni Morbidelli Fabio Babini                         | Ferrari 6.0L V12            | P     | 110   |
| 9      | GT        | 18 | JMB Racing                                   | Maurizio Mediani Bert Longin Sergei Zlobin             | Ferrari 575 GTC             | M     | 109   |
| 9      | GT        | 18 | JMB Racing                                   | Maurizio Mediani Bert Longin Sergei Zlobin             | Ferrari 6.0L V12            | M     | 109   |
| 10     | N-GT      | 62 | G.P.C. Giesse Squadra Corse                  | Jaime Melo Christian Pescatori                         | Ferrari 360 Modena GTC      | P     | 109   |
| 10     | N-GT      | 62 | G.P.C. Giesse Squadra Corse                  | Jaime Melo Christian Pescatori                         | Ferrari 3.6L V8             | P     | 109   |
| 11     | N-GT      | 99 | Freisinger Motorsport                        | Lucas Luhr Sascha Maassen                              | Porsche 911 GT3 RSR (996)   | M     | 108   |
| 11     | N-GT      | 99 | Freisinger Motorsport                        | Lucas Luhr Sascha Maassen                              | Porsche 3.6L Flat-6         | M     | 108   |
| 12     | GT        | 2  | BMS Scuderia Italia                          | Luca Drudi Nicola Cadei Frédéric Dor                   | Ferrari 550 GTS Maranello   | M     | 108   |
| 12     | GT        | 2  | BMS Scuderia Italia                          | Luca Drudi Nicola Cadei Frédéric Dor                   | Ferrari 5.9L V12            | M     | 108   |
| 13     | GT        | 19 | JMB                                          | Stéphane Daoudi Mauro Casadei Peter Kutemann           | Ferrari 575 GTC             | M     | 107   |
| 13     | GT        | 19 | JMB                                          | Stéphane Daoudi Mauro Casadei Peter Kutemann           | Ferrari 6.0L V12            | M     | 107   |
| 14     | GT        | 7  | Ray Mallock Ltd.                             | Mike Newton Thomas Erdos                               | Saleen S7-R                 | D     | 105   |
| 14     | GT        | 7  | Ray Mallock Ltd.                             | Mike Newton Thomas Erdos                               | Ford 7.0L V8                | D     | 105   |
| 15     | GT        | 10 | Zwaans GTR Racing Team                       | Val Hillebrand Rob van der Zwaan                       | Chrysler Viper GTS-R        | D     | 102   |
| 15     | GT        | 10 | Zwaans GTR Racing Team                       | Val Hillebrand Rob van der Zwaan                       | Chrysler 8.0L V10           | D     | 102   |
| 16     | N-GT      | 57 | Vonka Racing                                 | Jan Vonka Miroslav Konôpka                             | Porsche 911 GT3 R (996)     | P     | 100   |
| 16     | N-GT      | 57 | Vonka Racing                                 | Jan Vonka Miroslav Konôpka                             | Porsche 3.6L Flat-6         | P     | 100   |
| 17     | N-GT      | 64 | G.P.C. Giesse Squadra Corse                  | Charles Kwan Matthew Marsh                             | Ferrari 360 Modena GT       | P     | 99    |
| 17     | N-GT      | 64 | G.P.C. Giesse Squadra Corse                  | Charles Kwan Matthew Marsh                             | Ferrari 3.6L V8             | P     | 99    |
| 18     | N-GT      | 69 | Proton Competition                           | Gerold Ried Christian Ried                             | Porsche 911 GT3 RS (996)    | D     | 97    |
| 18     | N-GT      | 69 | Proton Competition                           | Gerold Ried Christian Ried                             | Porsche 3.6L Flat-6         | D     | 97    |
| 19     | GT        | 24 | DAMS                                         | Philip Ma Michael Choi Koon Ming Samson Chan           | Lamborghini Murciélago R-GT | M     | 94    |
| 19     | GT        | 24 | DAMS                                         | Philip Ma Michael Choi Koon Ming Samson Chan           | Lamborghini 6.0L V12        | M     | 94    |
| 20     | GT        | 88 | GruppeM Europe                               | Marc Lieb Tim Sugden                                   | Porsche 911 GT3 RSR (996)   | D     | 87    |
| 20     | GT        | 88 | GruppeM Europe                               | Marc Lieb Tim Sugden                                   | Porsche 3.6L Flat-6         | D     | 87    |
| 21 DNF | GT        | 4  | Konrad Motorsport                            | Alexandros Margaritis Walter Lechner, Jr. Franz Konrad | Saleen S7-R                 | P     | 60    |
| 21 DNF | GT        | 4  | Konrad Motorsport                            | Alexandros Margaritis Walter Lechner, Jr. Franz Konrad | Ford 7.0L V8                | P     | 60    |
| 22 DNF | N-GT      | 50 | Yukos Freisinger Motorsport                  | Emmanuel Collard Stéphane Ortelli                      | Porsche 911 GT3 RSR (996)   | M     | 57    |
| 22 DNF | N-GT      | 50 | Yukos Freisinger Motorsport                  | Emmanuel Collard Stéphane Ortelli                      | Porsche 3.6L Flat-6         | M     | 57    |
| 23 DNF | N-GT      | 68 | Proton Competition                           | Horst Felbermayr, Sr. Horst Felbermayr, Jr.            | Porsche 911 GT3 RS (996)    | D     | 48    |
| 23 DNF | N-GT      | 68 | Proton Competition                           | Horst Felbermayr, Sr. Horst Felbermayr, Jr.            | Porsche 3.6L Flat-6         | D     | 48    |
| 24 DNF | GT        | 28 | Graham Nash Motorsport                       | Paolo Ruberti Luca Pirri-Ardizzone Rocky Agusta        | Saleen S7-R                 | D     | 45    |
| 24 DNF | GT        | 28 | Graham Nash Motorsport                       | Paolo Ruberti Luca Pirri-Ardizzone Rocky Agusta        | Ford 7.0L V8                | D     | 45    |
| 25 DNF | GT        | 5  | Vitaphone Racing Team Konrad Motorsport      | Michael Bartels Uwe Alzen                              | Saleen S7-R                 | P     | 31    |
| 25 DNF | GT        | 5  | Vitaphone Racing Team Konrad Motorsport      | Michael Bartels Uwe Alzen                              | Ford 7.0L V8                | P     | 31    |
| 26 DNF | N-GT      | 85 | RJN Motorsport                               | Neil Cunningham Ben Collins                            | Nissan 350Z                 | D     | 27    |
| 26 DNF | N-GT      | 85 | RJN Motorsport                               | Neil Cunningham Ben Collins                            | Nissan VQ35 3.5L V6         | D     | 27    |
| 27 DNF | GT        | 26 | DAMS                                         | Andrea Piccini Jean-Denis Delétraz                     | Lamborghini Murciélago R-GT | M     | 15    |
| 27 DNF | GT        | 26 | DAMS                                         | Andrea Piccini Jean-Denis Delétraz                     | Lamborghini 6.0L V12        | M     | 15    |
| 28 DNF | GT        | 35 | Scuderia Veregra                             | Marco Saviozzi David Terrien Jean-Yves Mallat          | Chrysler Viper GTS-R        | P     | 8     |
| 28 DNF | GT        | 35 | Scuderia Veregra                             | Marco Saviozzi David Terrien Jean-Yves Mallat          | Chrysler 8.0L V10           | P     | 8     |
| 29 DNF | N-GT      | 77 | Yukos Freisinger Motorsport                  | Nikolai Fomenko Alexei Vasilyev                        | Porsche 911 GT3 RSR (996)   | M     | 8     |
| 29 DNF | N-GT      | 77 | Yukos Freisinger Motorsport                  | Nikolai Fomenko Alexei Vasilyev                        | Porsche 3.6L Flat-6         | M     | 8     |
| DNS    | N-GT      | 70 | Graham Nash Motorsport                       | Stephen Stokoe Ken McAlpine Ben Orcutt                 | Porsche 911 GT3 R (996)     | D     | –     |
| DNS    | N-GT      | 70 | Graham Nash Motorsport                       | Stephen Stokoe Ken McAlpine Ben Orcutt                 | Porsche 3.6L Flat-6         | D     | –     |